# 조치원신봉초등학교
조치원신봉초등학교는 대한민국 세종특별자치시 조치원읍 침산리에 있는 공립 초등학교이다.

## 학교 연혁
- 1972년 4월 28일 조치원신봉국민학교 개교
- 1982년 3월 10일 병설유치원 개원
- 1996년 3월 1일 조치원신봉초등학교로 개칭
- 2009년 11월 2일 학교 이전(내창3길 25→ 향나무길 10)[3]
- 2017년 2월 14일 병설유치원 제35회 졸업 및 수료식
- 2017년 2월 15일 초등학교 제45회 졸업(졸업생 74명, 누계 2,711명)
- 2017년 3월 1일 초등 18학급, 특수 1학급, 유치원 1학급 편성
- 2017년 3월 2일 1학년 74명, 유치원 19명 입학

## 참고 자료
- 조치원신봉초등학교 - 한국교육학술정보원 학교알리미